# Baat Jam Dao
La forma de Baat Jam Dao es un arte marcial que representa la última forma de Wing Chun, famoso estilo de Kung Fu del sur de China.
Introduce los últimos conceptos del cuerpo de conocimiento que constituyen Siu Nim Tao, Chum Kiu, Biu Jee y Muk Yan Jong, cada una de las cinco formas representando a cada uno de los Cinco Elementos. Además representa una serie de secuencias técnicas de los llamados cuchillos mariposa, doble sables cortos de hoja ancha, típico del sudeste chino.
- Datos: Q5715902